# Richard Lower (médecin)
Pour les articles homonymes, voir Richard Lower.
Richard Lower, né en Cornouailles en 1631 et décédé le 17 janvier 1691 à Londres, est un médecin anglais qui joue un rôle important dans l'étude de la physiologie et la pathologie cardio-circulatoire moderne.

## Biographie
Richard Lower nait en 1631 à St-Tudy en Cornouailles. Il étudie la médecine à la Westminster School où il fait la connaissance de John Locke, puis à l'Université d'Oxford, où il rencontre Thomas Willis, fondateur de la Royal Society. 
Son traité de cardiologie « Tractatus de Corde, item de motu et colore sanguinis, et chyli in eum tranfitu » publié en 1669 présente des planches anatomiques des structures du cœur, du péricarde et du poumon et expose ses propres principes concernant la circulation sanguine et la physiologie cardiaque. Il y évoque aussi les expériences d'auto-transfusion réalisées plusieurs années auparavant sur le chien ainsi que d'expériences sur la transfusion chez l'homme.
Il évoque l'effet du mélange de l'air inspiré avec le sang modifiant la couleur de ce dernier après passage par la circulation pulmonaire. Il insiste sur le rôle propulsif du cœur à l'inverse de la théorie jusque-là admise de l'ébullition du sang. 
Il s'approche le premier des réels mécanismes physio-pathologiques des thromboses veineuses et artérielles. Il décrit les lésions anatomo-pathologiques de la péricardite constrictive. Il différencie insuffisance cardiaque droite et insuffisance cardiaque gauche.

## Sources
- Jean-Paul Bounhoure Histoire de la cardiologie ed Privat
- Bruno Halioua Histoire de la médecine ed Masson

- (en) Cet article est partiellement ou en totalité issu de l’article de Wikipédia en anglais intitulé « Richard Lower (physician) » (voir la liste des auteurs).